# Commodore Barry Bridge
Commodore Barry Bridge je konzolový most, který překonává řeku Delaware v USA, ve státě New Jersey a v Pensylvánii. Spojuje město Chester s Bridgeportem. Pojmenován byl po hrdinovi americké občanské války, Johnu Barrym.
Výstavba mostu začala 14. dubna 1969 a trvala pět let; dopravě slouží od 1. února 1974. Jeho celková délka činí 4240 m, hlavní mostní pole je dlouhé pak 501 m. Je silniční, vozovka na něm má 5 jízdních pruhů v každém směru (ty mohou být podle potřeby upravovány).
Spolu s mosty Betsy Ross Bridge, Benjamin Franklin Bridge a Walt Whitman Bridge je most Commodore Barry Bridge jedním ze čtyř placených, které spojují metropolitní oblast Filadelfie s jižní částí New Jersey. Vlastníkem celé stavby je společnost Delaware River Port Authority.